# Raul Florucz
Raul Alexander Florucz, né le 10 juin 2001 à Vöcklabruck en Autriche, est un footballeur international autrichien qui joue au poste d'attaquant à l'Union Saint-Gilloise.

## Biographie

### Carrière en club
Formé au LASK Linz, Florucz rejoint la Croatie en 2020 en signant au Lokomotiva Zagreb. Il y effectue seulement huit apparitions en première division croate, mais rejoint sur la période plusieurs clubs de deuxième division en prêt : 12 matchs de championnat au NK Sesvete et 13 matchs au Hrvatski Dragovoljac, contribuant à la montée de ce dernier club en première division en 2021. En 2022, il rejoint de nouveau en prêt le NK Jarun, où il inscrit 18 buts en 37 matchs en deuxième division, répartis sur deux saisons.
En juillet 2023, il signe un contrat de trois ans avec l'Olimpija Ljubljana. Il s'y impose comme titulaire, inscrit 24 buts en 58 matchs de Prva Liga et remporte le titre de champion de Slovénie en 2024‑2025. Il est également nommé meilleur joueur et meilleur buteur du championnat cette saison.
Après deux saisons réussies en Slovénie, Florucz rejoint à l’été 2025 l'Union Saint-Gilloise, champion en titre de Jupiler Pro League.

### En sélection
En mars 2025, il est appelé pour la première fois par Ralf Rangnick pour disputer les barrages de promotion-relégation de la Ligue des nations face à la Serbie. Il fait ses débuts avec l'équipe d'Autriche le 20 mars 2025.

## Palmarès

### En club
| NK Hrvatski Dragovoljac - Championnat de Croatie de deuxième division : - Champion en 2021. |  | NK Olimpija Ljubljana - Championnat de Slovénie : - Champion en 2025. |  | Union Saint-Gilloise - Supercoupe de Belgique : - Finaliste en 2025. |

### Distinctions individuelles
- Meilleur joueur du championnat de Slovénie 2024-2025[6]
- Meilleur buteur du championnat de Slovénie 2024-2025 (15 buts)[7].